# 장흥 고씨
장흥 고씨(長興髙氏)는 [전라남도 장흥군]을 본관으로 하는 한국의 성씨이다.

## 역사
장흥 고씨의 시조 고중연(髙仲木+莚, 一名 福林)은 제주 고씨 중시조인 고말로(髙末老)의 10세손이다. 고중연이 고려 말기에 홍건적의 제2차 침입 때 고려 공민왕을 호종하여 경상북도 지역으로 피난하였다. 이때의 공을 인정받아 호종공신으로 책봉되면서 장흥백(長興伯)에 봉해졌다고 한다.
기세조 고복림(高福林)은 검교군기감(檢校軍器監)을 지냈다. 아들 고합(高合)은 지영주사(知寧州事)를 지냈다.
고경명(高敬命) 일가의 충효(忠孝)ㆍ절의(節義)ㆍ의열(義烈)은 높이 살만하였다. 그리하여 선조는 이들 일가의 죽음을 애도하며 광주 사당에 포충(褒忠)이라 사액하고, 고경명(高敬命)을 의정부 좌찬성에 추증하고 시호를 충렬(忠烈), 아들 고종후(高從厚)에게 승정원 도승지(承政院都承旨) 이조판서에 추증하고 시호를 효열(孝烈), 아들 고인후(高因厚)에게는 예조 참의(禮曹參議) 대광보국 숭록대부 의정부 영의정에 추증하고 시호를 의열(毅烈)이라 하였다.
장택 고씨(長澤 髙氏)라고도 부르기도 하며, 임진왜란 때의 의병장 제봉(霽峰) 고경명(高敬命)과 둘째 아들 학봉(鶴峯) 고인후(高因厚)가 순국(殉國)하자, 자손들이 고경명(高敬命)의 배위 정경부인 울산 김씨(蔚山 金氏) 슬하에 의지하다가 고인후(高因厚)의 처가가 있는 담양군 창평면 삼천리에 이거하여 살면서부터 학봉파(鶴峯派) 후손들을 창평 고씨(昌平高氏)라 부르기도 한다.

## 인물

### 조선
- 고운(高雲) : 1519년 별시문과에 병과로 급제하여 형조좌랑을 역임하였다.
- 고맹영(高孟英) : 고운의 아들. 1540년(중종 35) 별시문과에 급제하여 첨지중추부사·동부승지·대사간·홍문관부제학·병조참의·이조참의·호조참의 등을 역임하였다.
- 고경명(高敬命) : 1558년(명종 13) 식년시 문과에 장원급제하였고, 예조참의(禮曹參議) 지제교(知製敎) 독서당(讀書堂)을 역임하였다. 임진왜란 때 의병장으로 활약하다 둘째 아들 고인후(高因厚)와 함께 금산(錦山)에서 순국하였다. 슬하에 고종후(高從厚), 고인후(高因厚), 고준후(高遵厚), 고순후(高循厚), 고유후(高由厚), 고용후(高用厚) 6형제와 2녀를 두었다.
- 고종후(高從厚) : 고경명(高敬命)의 첫째 아들로 ‘복수의병장’이 되어 진주성 전투에 참가하여 성이 함락되자 김천일(金千鎰), 최경회(崔慶會) 등과 진주 남강에 투신 자결하여 함께 순절(殉節) 하였는데, 이들 3인을 ‘진주 3장사’라 하였다.
- 고인후(高因厚): 고경명(高敬命)의 둘째 아들로 임진왜란 때 의병장으로 활약하다가 아버지와 함께 금산(錦山)에서 순국하였다.
- 차녀 노씨부인 : 정유재란 때 순절(殉節)하니 슬하의 두 아들과 딸이 난(難)을 당하여 목숨을 바쳤다.
- 고부립(髙傅立) : 고종후(髙從厚) 아들로 정묘호란때 의병장이다.
- 고부천(高傅川) : 고인후의 아들. 1615년(광해군 7) 알성문과시에 급제하여 사헌부장령 등을 역임했다.
- 고광순(高光洵) : 호가 녹천(鹿川)으로, 고인후(高因厚)의 사손(祀孫)이며, 조선 말기 의병장이다.

### 대한민국
춘강 고정주 규장각 직각, 고재필 보사부장관, 고재청 국회 부의장, 고재욱 동아일보 사장,  고재호 대법관, 고중석 헌법 재판관, 고윤석 서울대 부총장, 고문석 한양대 법대학장, 고명승 육군대장, 고재종 전라남도 교육감, 고정석 산업은행장, 고광표 대창운수 대표, 고일석 무등양말 대표, 고재진 대위, 고재하(Jae Ha Ko)등은 월봉(月峯) 고인후(高因厚)의 직계 후손들이다.
고제철 송원그룹 회장, 고재유 (전)광주시장 등은 충렬공 고경명의 후손들이다.

## 과거 급제자
장흥 고씨는 조선시대 문과 급제자 28명을 배출하였다.
문과
고경명(高敬命) 고경조(高敬祖) 고만구(高萬九) 고맹영(高孟英) 고부천(高傅川)
고성진(高性鎭) 고성후(高成厚) 고습(高習) 고시경(高時景) 고시기(高時冀)
고시면(高時勉) 고시신(高時臣) 고시협(高時協) 고시홍(高時鴻) 고신교(高愼驕)
고용후(高用厚) 고운(高雲) 고응관(高應觀) 고의상(高儀相) 고익경(高益擎)
고인후(高因厚) 고정봉(高廷鳳) 고정주(高鼎柱) 고정헌(高廷憲) 고제일(高濟鎰)
고종후(高從厚) 고택겸(高宅謙) 고필상(高必相)
무과
고대중(高大中) 고시철(高時喆) 고시필(高時弼) 고정무(高廷武) 고제순(高濟洵)
고한종(高漢宗) 고후진(高厚鎭)
생원시
고가인(高可寅) 고경리(高敬履) 고경명(高敬命) 고경훈(高敬訓) 고두기(高斗紀)
고두명(高斗明) 고두익(高斗翼) 고만집(高萬緝) 고민(高旻) 고부즙(高傅楫)
고부함(高傅咸) 고상열(高相說) 고시붕(高時鵬) 고시우(高時遇) 고시인(高時寅)
고시휴(高時休) 고언진(高彦鎭) 고용후(高用厚) 고운(高雲) 고의후(高依厚)
고제달(高濟達) 고제두(高濟斗) 고종주(高宗柱) 고중영(高仲英) 고한형(高漢亨)
진사시
고경명(高敬命) 고경선(高敬先) 고경조(高敬祖) 고계영(高季英) 고광문(高光文)
고광수(高光壽) 고규상(高圭相) 고달상(高達相) 고대진(高大鎭) 고두문(高斗文)
고두익(高斗翼) 고두평(高斗平) 고부량(高傅良) 고부천(高傅川) 고부함(高傅咸)
고순후(高循厚) 고습(高習) 고시한(高時翰) 고시훈(高時勳) 고영진(高英鎭)
고용후(高用厚) 고운(高雲) 고응묵(高應默) 고의후(高依厚) 고익승(高益昇)
고인후(高因厚) 고일주(高馹柱) 고정주(高鼎柱) 고제천(高濟川) 고종후(高從厚)
음관
고광국(高光國) 고만구(高萬九) 고백원(高百源) 고봉진(高鳳鎭) 고석현(高奭鉉)
고성진(高性鎭) 고시면(高時勉) 고시신(高時臣) 고시협(高時恊) 고시홍(高時鴻)
고제급(高濟汲) 고제성(高濟聲) 고제승(高濟升) 고제은(高濟殷) 고제응(高濟應)
고제응(高濟應) 고제환(高濟渙) 고제희(高濟羲) 고태진(高台鎭) 고혜진(高惠鎭)

## 인구
- 1985년 장흥 고씨( 9,877가구, 41,641명) + 장택 고씨(  840가구, 3,510명) + 창평 고씨(352가구, 1,522명) = 46,673명
- 2000년 장흥 고씨(19,316가구, 61,626명) + 장택 고씨(1,157가구, 3,710명) + 창평 고씨(550가구, 1,811명) = 67,147명
- 2015년 장흥 고씨 75,517명 + 장택 고씨 38,539명 = 114,056명

## 같이 보기
예로부터 전라도 광주의 '기고박이정(奇高朴李鄭)'이란 말이 있는데, 이들 집안이 지역 명문으로 부상하게 된 것은 바로 행주 기씨(幸州 奇氏)의 고봉(高峯) 기대승(奇大升), 장흥 고씨(長興 髙氏)의 제봉(霽峰) 고경명(高敬命), 충주 박씨(忠州 朴氏)의 사암(思菴) 박순(朴淳), 광산 이씨(光山 李氏) 필문(篳門) 이선제(李先齊) 동암(東菴) 이발(李潑), 연일 정씨(延日 鄭氏)의 송강(松江) 정철(鄭澈) 등 걸출한 인물들을 배출하였기 때문이다.